# Jani Šalamon
Jani Šalamon, slovenski dirigent, skladatelj in častnik, * 1962.
Višji vojaški uslužbenec XIII. r. (predhodno podpolkovnik) Šalamon je pripadnik SV. Bil je predvodnik in dirigent Orkestra Slovenske vojske. Je tudi avtor koračnice Slovenske vojske z naslovom Ponosni nase.

## Vojaška kariera
- namestnik poveljnika, Orkester Slovenske vojske (1996–2009)[2]
- poveljnik, Orkester Slovenske vojske (2009–2011)[2]

## Odlikovanja in priznanja
- medalja za kulturne dosežke in promocijo Slovenske vojske: 26. oktober 2011[4]
- srebrna medalja Slovenske vojske: 8. maj 2002
- bronasta medalja Slovenske vojske: 12. maj 1999